# Hyalobathra miniosalis
Hyalobathra miniosalis là một loài bướm đêm trong họ Crambidae.